# رابرت ایمز
رابرت سی. ایمز (به انگلیسی: Robert C. Ames) افسر عالی‌رتبه و کارشناس ارشد اطلاعاتی خاورنزدیک در آژانس اطلاعات مرکزی ایالات متحده آمریکا بود. وی در تاریخ ۲۳ اکتبر ۱۹۸۳ میلادی در انفجار سفارت آمریکا در بیروت (سال ۱۹۸۳) کشته‌شد. در ایالات متحده آمریکا از رابرت ایمز به‌عنوان «یکی از مطلع‌ترین کارشناسان جهان عرب در تاریخ سیا» یاد می‌شود.